# フランシス・ホークスビー

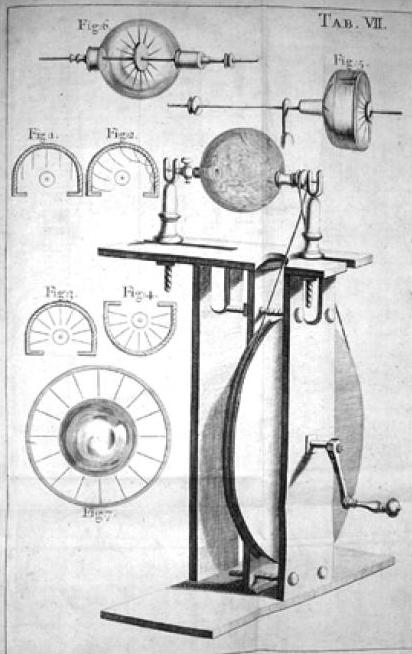
ホークスビーの起電機、内部にたらした糸が電極が帯電すると引かれる事を示している

フランシス・ホークスビー（Francis Hauksbee または Francis Hawksbee、1660年 – 1713年）はイギリスの技術者、物理学者である。王立協会で働き、電磁気学分野で功績をあげた。やはり王立協会で働き、科学装置会社を作った同名の甥、Francis Hauksbee the Younger (1687–1763)がいるため、Francis Hauksbee the Elderと書かれることもある。

## 略歴
生地屋の息子に生まれた。エセックスのコルチェスターで、1660年5月27日に洗礼を受けた。1678年に兄の生地屋の見習いをした後、アイザック・ニュートンの実験室の助手となった。1703年に王立協会の会長になったニュートンはホークスビーを王立協会の学芸員、装置組立て技術者にし、かつてロバート・フックが実験主任として、毎週行われていた王立協会の公開実験を再開し、実験実演者にした。
1705年までは日常的な真空実験を行っていたが、真空放電実験に転じた。オットー・フォン・ゲーリケが開発した、摩擦式の起電機を改良し、中空なガラス球の中心の電極を帯電させた。ガラス球に演者が手を触れると、その方向に放電し、低圧にしたガラス球に少量の水銀をいれて放電させるときわめて明るい放電が得られることを発見した。後の水銀灯などの実用化につながる発見であった。1706年に王立協会のフェローに選ばれた。
1706年、1707年にフィロソフィカル・トランザクションズに論文が掲載され、1709年に著書、Physico-Mechanical Experiments on Various Subjects touching light and electricitが出版された。
2010年に創立350年になった王立協会は、科学、技術、数学分野の知られざる英雄（“unsung heroes of science, technology, engineering and mathematics.”）を表彰するホークスビー賞（Hauksbee Awards）を設立した。